# Giovanni Battista Tolomei
Giovanni Battista Tolomei (Pistoia, 3 dicembre 1653 – Roma, 19 gennaio 1726) è stato un cardinale, filosofo e teologo italiano, appartenente alla Compagnia di Gesù.

## Biografia
Nato a Pistoia nel 1653, fu di nobili origini. All'età di quindici anni fu mandato a studiare a Firenze dove studiò legge presso l'Università di Pisa. Il 18 febbraio 1673 entrò a far parte dell'ordine dei Gesuiti e venne ordinato a Roma. Divenne esperto di ben undici lingue tra le quali latino, greco, ebraico, siriaco, arabo, inglese, illirico e francese.
Iniziò la sua carriera teologica esponendo le Sacre scritture nelle letture pubbliche presso la Chiesa del Gesù a Roma. All'età di trent'anni venne eletto alla carica di procuratore generale dell'Ordine dalla Congregazione Generale, ufficio che tenne per cinque anni, fino a quando cioè non ottenne la cattedra di filosofia al Collegio Romano.

## Opere
Le sue letture, che ebbero sempre un vasto uditorio, vennero poi date alla stampa nel 1696 con il titolo Philosphia mentis et sensuum, nella quale, pur nel pieno rispetto dell'aristotelismo, accolse gran parte delle scoperte naturalistiche della sua epoca, esponendole nelle sue lezioni. Le letture vennero ristampate nel 1698 in Germania dove ottenne l'encomio dell'Accademia di Lipsia e del celebre filosofo Leibniz.

## Insegnamento
Successivamente ottenne la cattedra di teologia alla Pontificia Università Gregoriana (allora ancora Collegio Romano) e rinnovò le tematiche relative alla controversia sul concetto di dogma già iniziate dal cardinal Bellarmino circa un secolo prima. Le letture relative a queste lezioni furono tutte redatte in un manoscritto di ben sei volumi in folio che tuttavia non vennero mai pubblicati dall'autore. Eletto successivamente rettore del Collegio Romano e del Collegio Germanico, ricoprì contemporaneamente la carica di Consultore presso la Congregazione dei Riti.

## La nomina a cardinale
Il 18 maggio 1712 venne con sua sorpresa nominato cardinale da papa Clemente XI ed ottenne il titolo di Santo Stefano al Monte Celio. Chiamato al servizio del Pontefice per giudicare gli errori in materia di dogmatica si occupò della pronuncia di condanna dell'eresia del teologo francese, esponente del giansenismo Pasquier Quesnel.
In qualità di cardinale fu uno degli elettori del conclave di nomina di papa Innocenzo XIII e di Benedetto XIII.